# Гренхен
Гренхен (нім. Grenchen) — місто в Швейцарії в кантоні Золотурн, округ Леберн.

## Географія
Місто розташоване в підніжжі гірського хребта Юра між Золотурном та Білем на відстані близько 28 км на північ від Берна, 11 км на захід від Золотурна.
Гренхен має площу 26 км², з яких на 20,7 % дозволяється будівництво (житлове та будівництво доріг), 37,8 % використовуються в сільськогосподарських цілях, 39,8 % зайнято лісами, 1,7 % не є продуктивними (річки, льодовики або гори).

## Демографія
2019 року в місті мешкало 17 468 осіб (+9,7 % порівняно з 2010 роком), іноземців було 36,5 %. Густота населення становила 671 осіб/км².
За віковим діапазоном населення розподілялося таким чином: 17,7 % — особи молодші 20 років, 60,1 % — особи у віці 20—64 років, 22,2 % — особи у віці 65 років та старші. Було 8071 помешкань (у середньому 2,1 особи в помешканні).
Із загальної кількості 11 209 працюючих 104 було зайнятих в первинному секторі, 5672 — в обробній промисловості, 5433 — в галузі послуг.

## Галерея

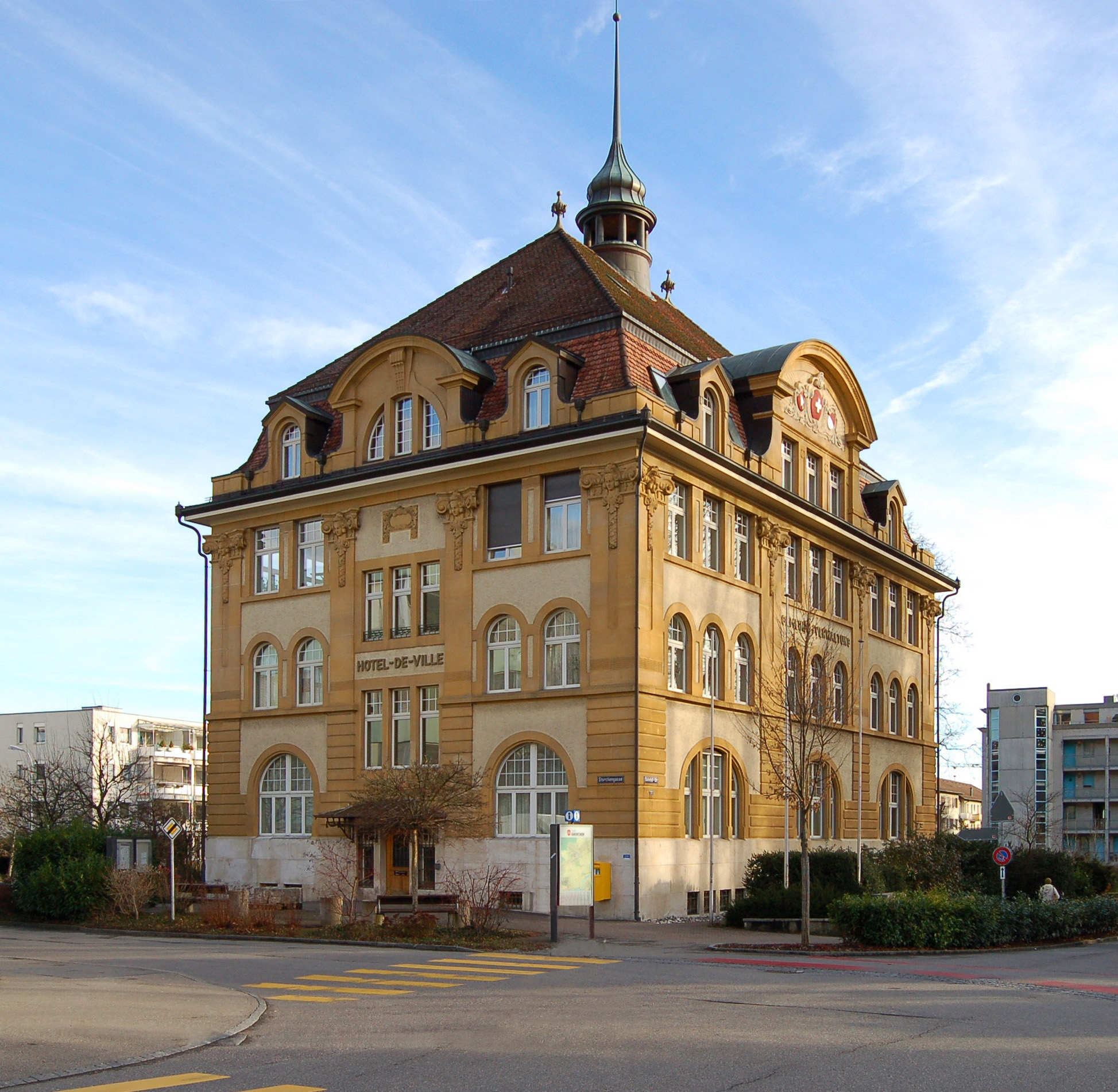
Ратуша.
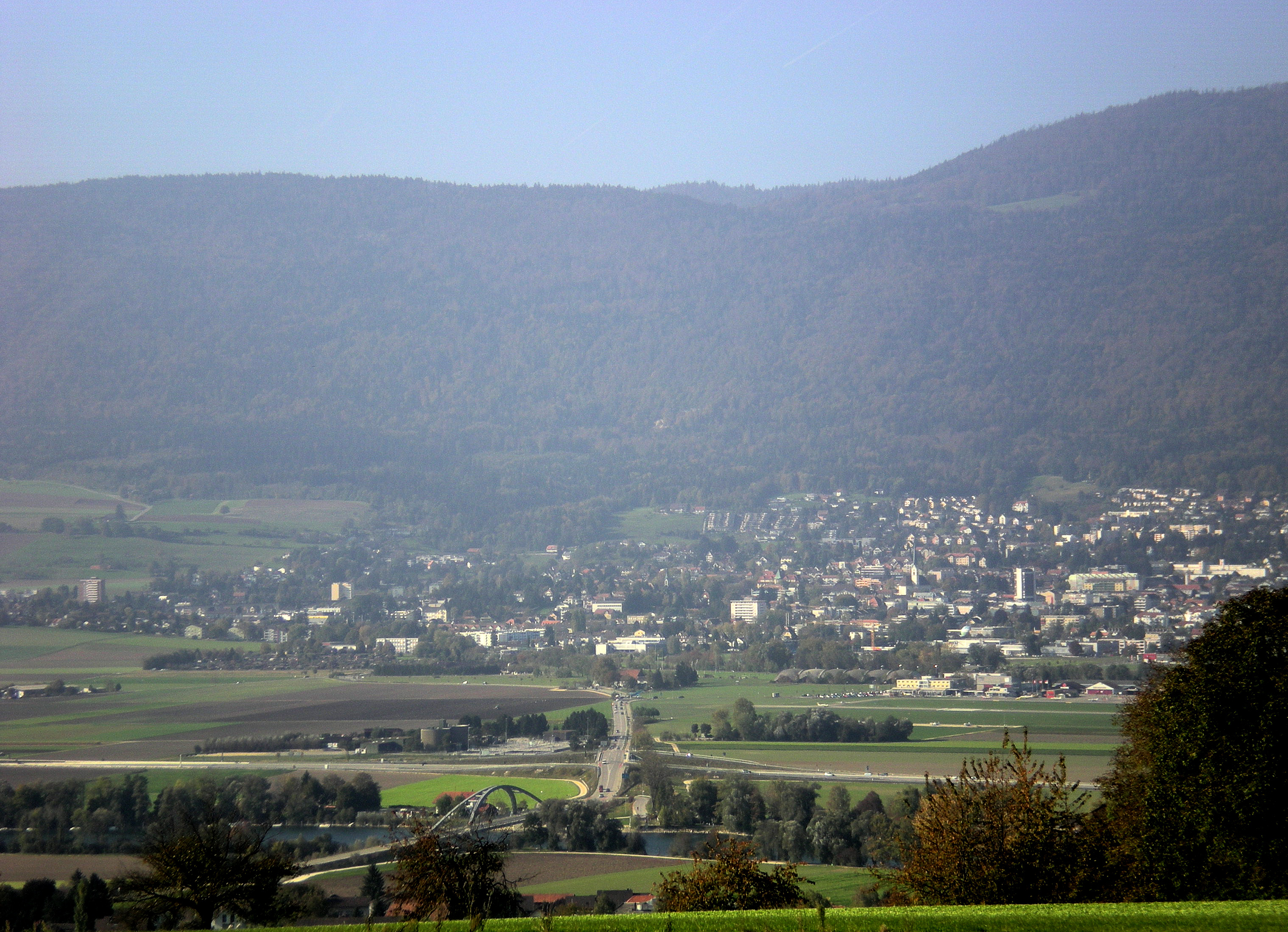
Гренхен і міст через річку Ааре.
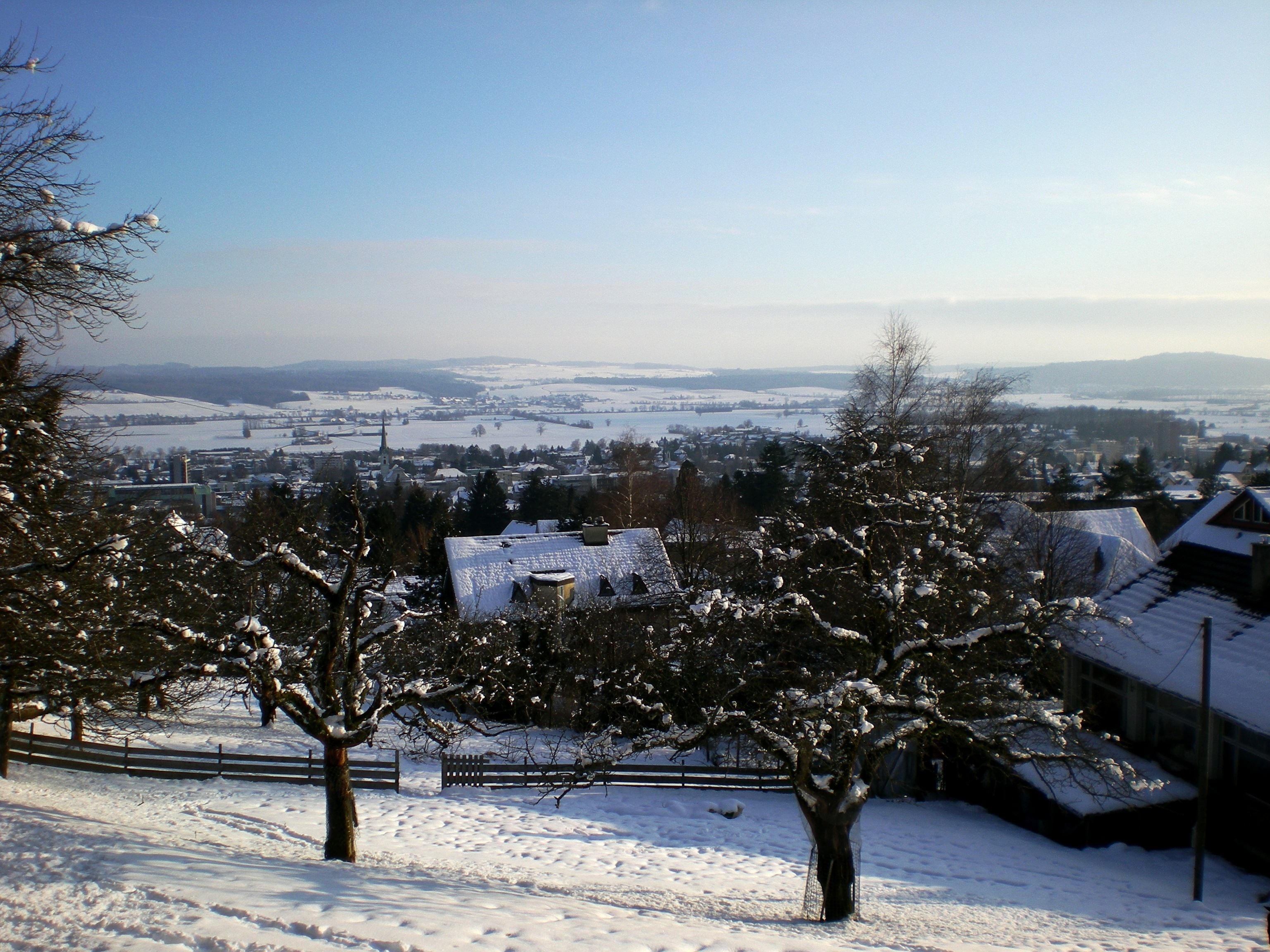
Вид на Гренхен з церкви
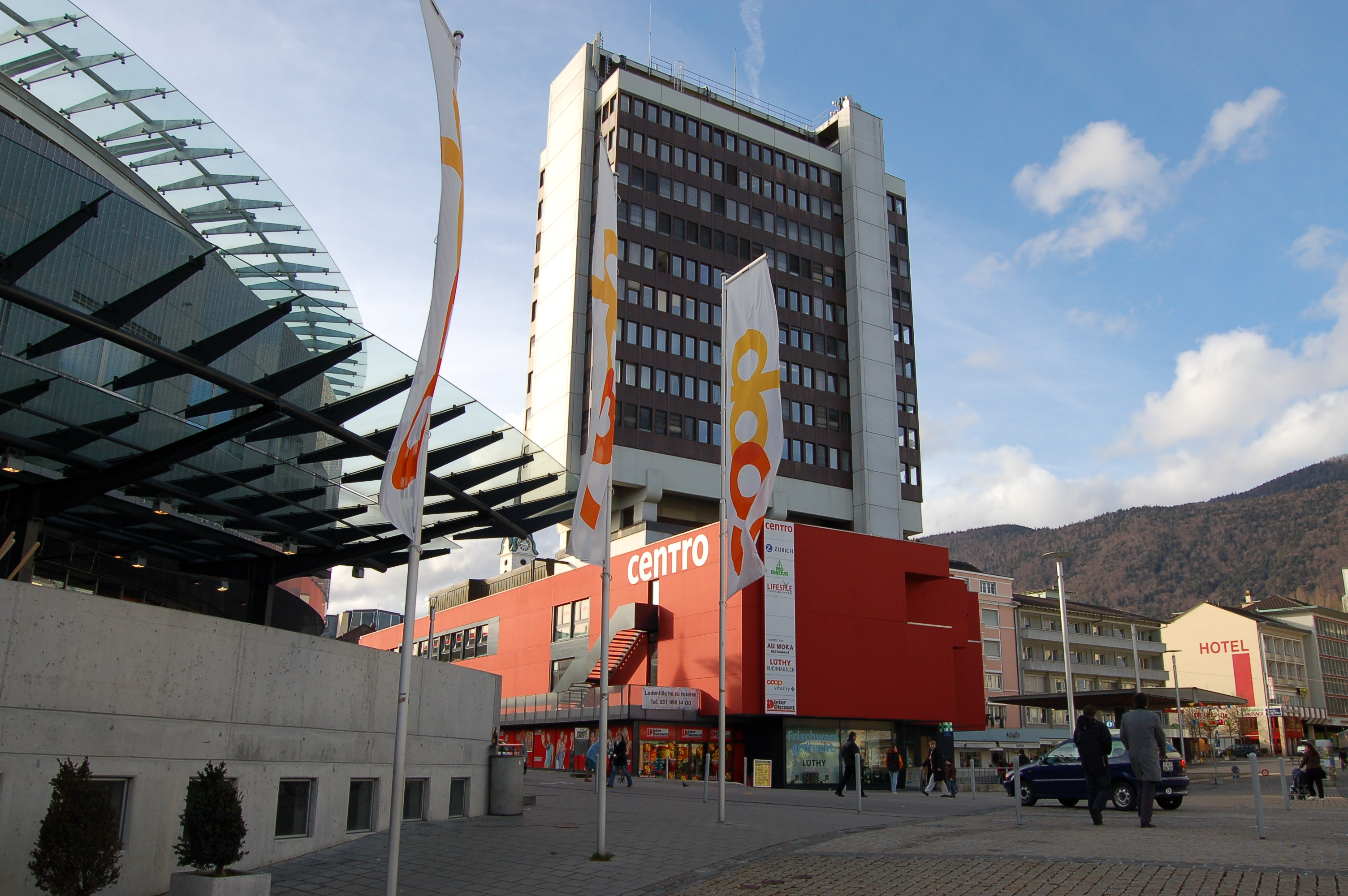
Гренхен. Центр міста
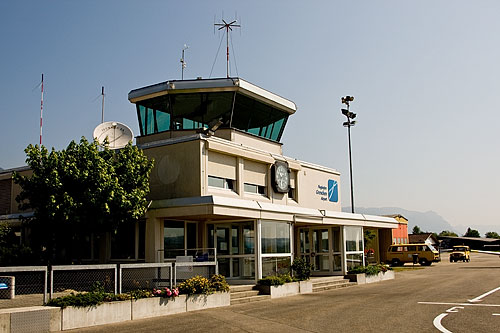
Башта аеропорту Гренхена.